# Papillifera
Papillifera is een geslacht van slakken uit de  familie van de Clausiliidae.

## Soorten
De volgende soorten zijn bij het geslacht ingedeeld:
- Papillifera papillaris (O. F. Müller, 1774)
  - = Clausilia papillaris (O. F. Müller, 1774)
- Papillifera solida (Draparnaud, 1805)